# オッパショ石

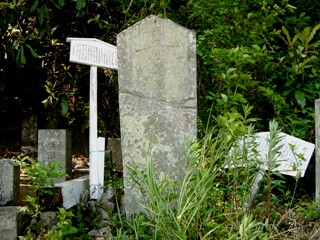
オッパショ石。現在は2つに割られた箇所が接合されており、繋ぎ目を確認することができる

オッパショ石（オッパショいし）は、徳島県に伝わる奇石（妖怪）。

## 概要
元々は徳島市二軒屋町に存在し、名のある力士の墓石とされていた。この墓ができてから2、3ヵ月後、石が「オッパショ」と声を出し始めたので、この名前で呼ばれるようになった。「オッパショ」とは「背負ってくれ」という意味で、言われるがままに石を背負うと、最初は軽く感じるものの、次第に重さを増したという。
この噂が高まったためにこの石のそばを通る者は少なくなったが、噂を聞きつけた力自慢の男が石のもとを訪れた。確かに「オッパショ」と声を上げるので背負ったところ、次第に重くなり始めた。この石には何者かが取り憑いていると直感した男は、石を力任せに地面に叩きつけたところ、石は真っ二つに割れた。その後、石が声を出すことは無くなったという。
現在ではこの石は徳島市西二軒屋町と城南町境にある焼香庵跡墓地に存在する。

## 交通
- JR「二軒屋駅」より徒歩で約5分。
- 徳島自動車道「徳島インターチェンジ」より車で約15分。